# Torneo Internacional de Chile 1942
El Torneo Internacional de Chile 1942, nominado como Triangular de Santiago 1942, fue la primera edición del torneo amistoso de fútbol, de carácter internacional, disputado en Santiago de Chile y se jugó desde diciembre de 1942 a enero de 1943, una vez finalizada la temporada 1942 del fútbol chileno.
El triangular, que se desarrolló bajo el sistema de todos contra todos en dos ruedas, contó con la participación de Colo-Colo, como equipo anfitrión; de River Plate, campeón de la Primera División de Argentina 1942; y de Peñarol, subcampeón de la Primera División de Uruguay 1942.
El campeón fue Peñarol, que, en forma invicta, se adjudicó su primer título del Torneo Internacional de Chile.

## Datos de los equipos participantes
| Equipo      | Calidad                                                       |
| ----------- | ------------------------------------------------------------- |
| Colo-Colo   | Anfitrión y tercer lugar de la Primera División de Chile 1942 |
| River Plate | Invitado y campeón de la Primera División de Argentina 1942   |
| Peñarol     | Invitado y subcampeón de la Primera División de Uruguay 1942  |

## Aspectos generales

### Modalidad
El torneo se jugó en dos ruedas, bajo el sistema de todos contra todos, resultando campeón aquel equipo que acumulase más puntos en la tabla de posiciones.

## Partidos
| Equipo local | Resultado | Equipo visitante |
| ------------ | --------- | ---------------- |
| Peñarol      | 1 - 1     | River Plate      |
| Colo-Colo    | 2 - 1     | River Plate      |
| Colo-Colo    | 0 - 1     | Peñarol          |
| River Plate  | 0 - 1     | Peñarol          |
| River Plate  | 3 - 2     | Colo-Colo        |
| Peñarol      | 3 - 1     | Colo-Colo        |

## Tabla de posiciones
| Pos | Equipo      | PJ | PG | PE | PP | GF | GC | Dif | Pts |
| --- | ----------- | -- | -- | -- | -- | -- | -- | --- | --- |
| 1   | Peñarol     | 4  | 3  | 1  | 0  | 6  | 2  | +4  | 7   |
| 2   | River Plate | 4  | 1  | 1  | 2  | 5  | 6  | -1  | 3   |
| 3   | Colo-Colo   | 4  | 1  | 0  | 3  | 5  | 8  | -3  | 2   |

Pos = Posición; PJ = Partidos jugados; PG = Partidos ganados; PE = Partidos empatados; PP = Partidos perdidos; GF = Goles a favor; GC = Goles en contra; Dif = Diferencia de gol; Pts = Puntos
|  | Campeón |

## Campeón
| Uruguay           |
| Peñarol 1º título |